# Louis Jacques Thénard
Louis Jacques Thénard (La Louptière-Thénard, 1777. május 4. – Párizs, 1857. június 21.) francia kémikus, neve szerepel a 72 tudós között az Eiffel-tornyon.

## Életpálya
1793-tól Párizsban gyógyszerészetet tanult. Olyan gyorsan haladt, hogy két három éven belül, 1798-tól az École polytechnique kémiatanára. 1810-től École polytechnique és a Faculté des Sciences elnöke. Nagy hatása volt a francia tudományos oktatásra.

## Kutatási területei
- 1799-ben összefoglalóan leírta az arzén, az antimon, az oxigén és a kén vegyületeit.
- 1802-ben szebacinsav volt a fő vizsgálati témája.
- 1807-ben éterek és az epe kutatásával foglalkozott.
- A bór egyik felfedezője, illetve ő fedezte fel a hidrogén-peroxidot is. A thénardit (nátrium-szulfát) ásványt róla nevezték el.

## Írásai
Szakmai munkásságát összefoglalva megjelentette a Traité de Chimie élémentaire, théorique et pratique című művét (4 kötet, Párizs, 1813-1816),

## Szakmai sikerek
- A Francia Természettudományi Akadémia tagja
- 1821-ben a Svéd Királyi Tudományos Akadémia külföldi tagja
- 1825-ben bárói címet kapott X. Károly francia királytól
- 1861-ben Sens városában szobrot állítottak emlékére
- 1865-ben szülőfaluja nevét La Louptière-Thénardre változtatták